# Epitoxis stempfferi
Epitoxis stempfferi är en fjärilsart som beskrevs av Sergius G. Kiriakoff 1953. Epitoxis stempfferi ingår i släktet Epitoxis och familjen björnspinnare. Inga underarter finns listade i Catalogue of Life.